# اوله هلبوم
اوله هلبوم (سوئدی: Olle Hellbom؛ ۸ اکتبر ۱۹۲۵ – ۵ ژوئن ۱۹۸۲) کارگردان، فیلم‌نامه‌نویس و تهیه‌کننده اهل سوئد بود.
او در سال ۱۹۷۸ و در چهاردهمین دوره جوایز گولدنباگ سوئد، بابت کارگردانی فیلم برادران شیردل برندهٔ «جایزه بهترین کارگردانی فیلم» گردید.

## گزیدهٔ فیلم‌شناسی

### کارگردان
- برادران شیردل (۱۹۷۷)
- امیل و بچه‌خوک (۱۹۷۳)
- پی‌پی جوراب‌بلند (۱۹۶۹)

### تهیه‌کننده
- شهر رؤیاهایم (۱۹۷۶)